# ظاهر رکن‌الدین بیبرس بندقداری

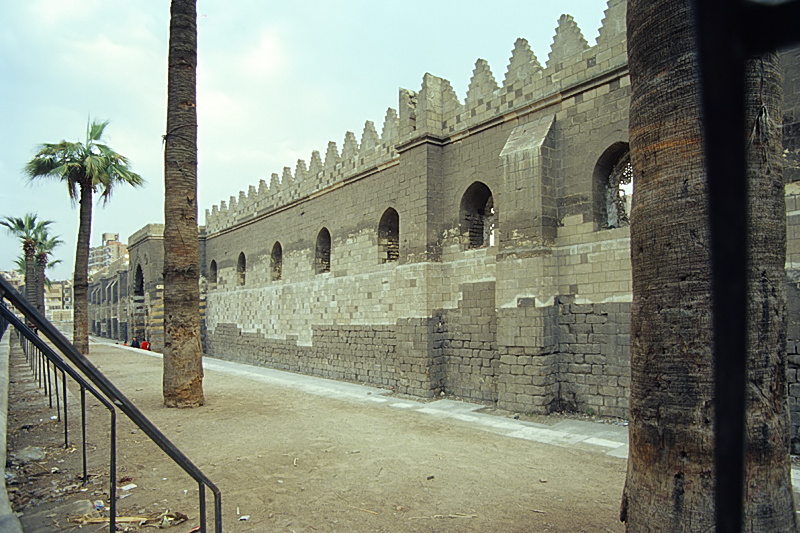
مسجد الظاهر بیبرس قاهره

ظاهر بَیبَرس بُندُقداری (به عربی: السلطان الملک الظاهر أبو الفتوح رکن الدین بیبرس البندقداری) چهارمین سلطان تُرک از ممالیک بحری مصر بود که از ۶۵۸ تا ۶۷۶ هجری قمری بر مصر و شام حکمرانی کرد. وی به همراهِ سیف الدین قطز، فرمانده ممالیک در نبرد عین جالوت با تحمیل شکست سنگین بر مغولان مانع پیشروی آنان شد. ممالیک بحری تُرک تبار بودند که در آغاز توسط پادشاهان مملوکی صالحی برای تأمین نیروی نظامی خریداری شدند و به تدریج به مناصب عالی حکومتی رسیدند.

## خاستگاه و تبار

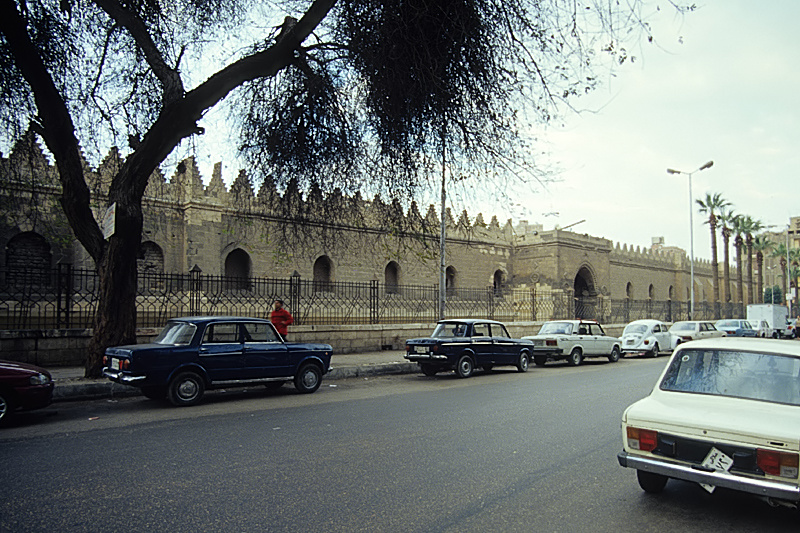
مسجد الظاهر بیبرس قاهره

وی اصالتاً از تُرکان قپچاق بوده است. بیبرس در دشت قپچاق متولد شد.

## نام
نام کامل به‌همراه القاب شاهی بهعربی:
الملک الظاهر أبو الفتح رکن الدین والدنیا قَسیم أمیر المؤمنین السلطان الأعظم بَیْبَرْس بن عبدالله الترکی العلائی البُنْدُقْداری الصالحی النجمی.
جز ملک ظاهر، یک سلطان و امیر مملوکی دیگر نیز بیبرس لقب دارند؛ یکی امیر بیبرس جاشنگیر منصوری از حکمرانان مملوکی مصر و شام (م. ۷۰۹ق) و دیگری بیبرس منصوری خطائی (م. ۷۲۵ق) که به نیابت سلطنت مصر رسید.
نخستین مولای ظاهر بیبرس اَیدِکین بندقدار بود و بدین سبب به بندقداری ملقب شد.

### معنی نام

250 × 250px

بی: رئیس / برس (بارس= پارس): پلنگ بندق: گلوله و محلاً به معنی تفنگ

## پیشینه
زادگاه او دشت قبچاق در حدود ۶۲۵ ه‍.ق بود. او سال‌های اول عمر خویش را در مولد خود به سر برد و سپس در هجوم مغول اسیر و در سیواس به غلامی فروخته شد و از آنجا وی را به حلب و سپس به قاهره بردند و امیر علاءالدین ایدکین بندقدار وی را بخرید و بیبرس نزد وی ببود تا این که الملک الصالح نجم الدین ایوب در شوال ۶۴۴ بر امیر علاءالدین دست یافت و بیبرس را نیز ضمن سایر مایملک وی تحت اختیار خویش آورد و چون همت و فطنت و ذکاء او بدید وی را رئیس یکی از فرق حَرس خاص خود کرد و بیبرس در سایهٔ همت و فطنت خویش مدارج ترقی بپیمود تا به مرتبهٔ حکومت رسید.
وی در نبرد عین جالوت از فرماندهان لشکر ممالیک بود که به شکست مغولان انجامید. اما به فاصله کوتاهی پس از پایان جنگ، فرماندهش قطز را کشت و امراء لشکر که کفایت و لیاقت او را در نبرد دیده بودند او را به امارت برداشته و بیبرس با لقب الملک القاهر رکن الدین به تخت نشست، ولی وزیر او زین الدین ابن الزبیر او را به تغییر این لقب واداشت و پس از مشورت به الملک الظاهر ملقب شد. بیبرس در سر داشت که وسعت دولت مصر را به وسعت زمان صلاح الدین ایوبی رساند و به صلیبیون که بر سواحل دریای سفید دست یافته بودند اعلان جنگ دهد و با آنکه در پیش بردن این مقصود سعی بلیغ کرد ولی اجل مهلت نداد که به انجام همهٔ آرزوهای خویش توفیق یابد و شهرهای ساحلی را از وجود صلیب و ناقوس پاک سازد. بیبرس مردی شجاع و جبار و سائس بود. در جنگ‌ها شخصاً حاضر می‌شد و شمشیر می‌زد. از جملهٔ نبردهای هول‌انگیز او جنگ‌هایی است که با مغول و فرنگیان کرد و فتوحات عظیمی او را دست داد که از آنجمله فتح بلاد نوبه و دنقله است که پیش از وی هیچ‌یک از خلفا و سلاطین با همهٔ لشکرکشی‌های خود به فتح آن نواحی نائل نیامده بودند. چون بیبرس به سلطنت رسید گروهی از ولاة و حکام باوی از در غدر و مخاصمت درآمدند و از آنجمله بود علم الدین سنجر که در دمشق علم طغیان برافراشت و در ۶۵۸ با لقب الملک المجاهد خود را سلطان نامید و به نام خویش سکه زد.
بیبرس لشکری تحت انقیاد علاءالدین ایدکین بندقداری به محاربهٔ او فرستاد (۶۵۹) و حلبی از این لشکر شکست خورد و بگریخت. بیبرس مولای سابق خویش علأالدین را به ولایت دمشق گماشت و او این نواحی را در تحت فرمان آورد و به نام ظاهر خطبه خواند و سکه زد.
پس از این واقعه باز نهضت‌هایی در حلب و دمشق و دیگر نواحی ضد بیبرس رخ داد و بیبرس با فرستادن لشکری به سرداری جمال الدین محمودی آن فتنه‌ها فرونشاند و شمس الدین اقوش البرلی والی نابلس را که بر حلب دست یافته و فخرالدین حمصی والی آنجا را به حیله رانده بود و اضطراراً اطاعت ظاهر را گردن نهاده، امان داد و به حضور خواست و اکرام کرد، اما بعد بر او متغیر شد و در ۶۶۱ به قبض او فرمان داد. در این میان گروهی از کردهای شهرزور بر اثر هجوم تاتار به شهر کرک که مقر حکومت ملک مغیث از امراء ایوبی بود رسیدند و مغیث ایشان را در شمار لشکریان خویش درآورد و به غارت شوبک که جزء متصرفات ظاهر بود فرستاد. چون خبر افعال ایشان به مصر رسید، ظاهر همت بر آن گماشت که به کرک رود و ایشان را سرکوبی کند. مغیث کس نزد او فرستاد و اظهار اطاعت کرد و برای اکراد امان خواست. ظاهر آن قوم را امان داد و از گناهشان درگذشت، ولی خود از جانب مغیث آسوده‌خاطر نبود و با آنکه به شفاعت و وساطت مادر مغیث او را نیز امان داده بود، به عهد خود وفا نکرد و مغیث را دستگیر کرده به قاهره برد و محبوس و مقید بداشت تا آنگاه که کشته شد.
دیگر از اتفاقات زمان وی احیاء خلافت عباسی در مصراست. توضیح آنکه چون خلافت بنی عباس در بغداد به دست هلاکو در ۶۵۶ هَ.ق. برافتاد بیبرس برای استحکام مبانی حکومت خویش و احراز تفوق بر سایر ممالیک درصدد برآمد که احکام خویش را آمیخته با فرامین شرع در ولایات تابعه تنفیذ دهد و چون این فکر قبل از وی نیز ریشه داشت و برخی از ولاة و حکام جزء در این راه گام زده بودند، بیبرس به زودی به مقصود نائل آمد و اندیشهٔ خویش را جامهٔ عمل پوشید، بدین طریق که دو تن از امراء وی یعنی امیر علأالدین طیبرس و علاءالدین بندقداری نامه‌ای به او نوشتند که مردی به دمشق آمده و مدعی است که احمد بن الامام الظاهر بن الامام الناصر عباسی است و گروهی از اعراب نیز بر وی گرد آمده‌اند. ظاهر دستور داد تا او را به مصر فرستند و خود جمعی را به استقبال روانه داشت و چون موکب احمد دررسید با وزیر بهاءالدین بن حنا و قاضی القضاة تاج الدین بن بنت الاعز و امراء و عساکر برنشست و به دیدار او رفت و چون برابر وی رسید پیاده شد و او را در آغوش گرفت و به اکرام تمام به قلعه درآورد و بدین اکرام نیز اقتصار نکرد بلکه مجلسی منعقد ساخت و قضاة و امراء و علماء و دیگر ارباب دولت را فراخواند تابه صحت نسب امام شهادت دهند و شیخ الاسلام عزّالدین بن عبدالسلام نیز در این مجلس حضور یافت و حاضران به صحت نسب احمد که از اولاد عباس بن عبدالمطلب است شهادت دادند و سپس به خلافت با وی بیعت کردند و نخست ظاهر با او بیعت کرد، علی کتاب اﷲ و سنة رسوله و الامر بالمعروف و النهی عن المنکر و الجهاد فی سبیل اﷲ و اخذ اموال اﷲ بحقها و صرفها فی مستحقها. قضاة نیز بدینگونه با وی بیعت کردند و او را المستنصر باﷲ لقب دادند و به نام او سکه زدند و عامه نیز موافق یا مخالف بیعت کردند. پس از چندی ظاهر خلیفه را بر آن داشت که به بغداد رود و کرسی خلافت ازدست رفتهٔ بغداد را به تصرف آرد و لشکری نیز با وی بفرستاد اما مغولان به مقابلهٔ او برخاستند و خلیفه را با گروه بسیار از لشکریان او به قتل آوردند (۶۶۰ هَ. ق). ظاهر پس از کشته شدن المستنصر باﷲ برای جلوگیری از فروریختن بنیان منظور و مقصود خود دستور داد که امیر ابوالعباس احمد را به مصر آرند (۶۶۱) و پس از اثبات صحت نسب وی و اخذ شهادت او را با لقب الحاکم بامراﷲ به خلافت برداشت.
ظاهراً جنگ‌های بسیار با صلیبیون و مغولان کرد و به فتوحات و پیروزی‌هایی نیز نائل آمد و سرانجام در رجب سال ۶۷۶ به دمشق درگذشت یا به قول برخی از مورخین مسموم گردید، ولی ظاهراً قول مقریزی که مرگ وی را بر اثر اسراف نوشیدن قمز (نوعی از نبید) و بروز بیماری بدان سبب می‌داند درست می‌نماید.

## میراث
میراث نظامی
بایبرس از فرماندهان و سردارن محبوب جهان اسلام بود که در سه لشکرکشی صلیبیان و مغولان را در نبرد عین جالوت شکست داده بود که بسیاری از محققین و مورخین آن را از لحاظ تاریخی دارای اهمیتی بسیار مهم و حیاتی می‌دانند. بایبرس به منظور حمایت از لشکرکشی‌های خود، زرادخانه‌ها، کشتی‌های جنگی و باری را راه اندازی کرد. او همچنین نخستین کسی بود که در حین نبرد عین جالوت از توپ‌های دستی انفجاری استفاده کرد.لشکرکشی‌های او تا لیبی و نوبیا ادامه داشت.
فرهنگ و علم
بایبرس همچنین یک مدیر و مدبر کارآمد بود که به ساخت پروژه‌های زیربنایی علاقه داشت، او پل‌ها، کانال‌های آبیاری و کشتیرانی ساخت، بنادر را بهبود بخشید و مساجد بنا نهاد. او حامی علوم اسلامی بود، مانند حمایت او از تحقیقات پزشکی پزشک عرب خود، ابن النفیس.